# 25133 Douglin
25133 Douglin este un asteroid din centura principală de asteroizi.

## Descriere
25133 Douglin este un asteroid din centura principală de asteroizi. A fost descoperit pe 18 septembrie 1998 la Stația Anderson Mesa în cadrul programului LONEOS. Asteroidul prezintă o orbită caracterizată de o semiaxă mare de 2,57 ua, o excentricitate de 0,18 și o înclinație de 4,4° în raport cu ecliptica.